# Jak-17
Jak-17 (ros. Як-17, kod amerykański „Type 16”, kod NATO „Feather”) – radziecki odrzutowy myśliwiec z końca lat 40., jeden z pierwszych radzieckich samolotów odrzutowych, powstały na bazie samolotu Jak-15.

## Historia
Samolot Jak-17 powstał jako wersja rozwojowa samolotu Jak-15 opracowanego w 1946 roku, charakteryzującego się nietypowym redanowym układem konstrukcyjnym, z silnikiem odrzutowym w nosie kadłuba, z dyszą wylotową pod kadłubem. Silnik odrzutowy był rozwinięciem niemieckiego silnika Jumo 004 z okresu II wojny światowej. Już po dokonaniu oblotu samolotu Jak-15 w kwietniu 1946 roku biuro konstrukcyjne Jakowlewa otrzymało polecenie zaprojektowania nowego samolotu myśliwskiego i dwumiejscowego samolotu szkolno-treningowego o parametrach zbliżonych do samolotu Jak-15, lecz dopracowanych i pozbawionych jego wad.
Powstało wtedy kilka prototypów: Jak-15W, Jak-17 RD10, Jak-21, Jak-15U. Po przeprowadzeniu badań w locie, ostatecznie w marcu 1948 zaaprobowano do produkcji seryjnej prototyp Jak-15U, przebudowany z seryjnego Jak-15 i oblatany w czerwcu 1947 roku. Od Jaka-15 różnił się przede wszystkim podwoziem trójpodporowym zamiast klasycznego i powiększonym usterzeniem o zmienionym kształcie. Seryjne samoloty otrzymały oznaczenie Jak-17. Jednocześnie wprowadzono do produkcji seryjnej wersję szkolno-treningową oznaczoną jako Jak-17 UTI, dla którego wzorcowym samolotem był prototyp Jak-21T. 
Produkcję seryjną prowadzono w latach 1948 – 1949 i łącznie zbudowano 430 samolotów obu wersji. 
Wersje produkowane seryjnie:
- Jak-17 – samolot myśliwski, jednomiejscowy
- Jak-17 UTI – wersja szkolno-treningowa, dwumiejscowa

## Użycie w lotnictwie

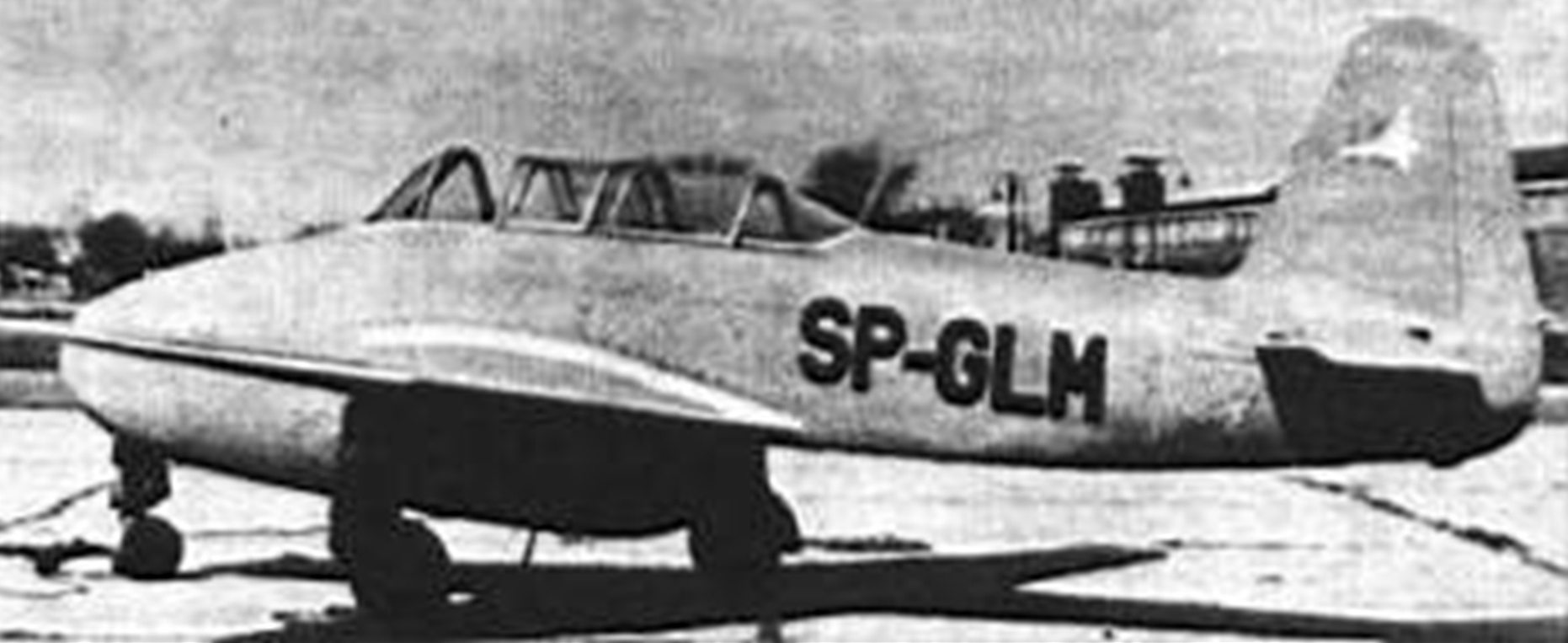
Jak-17UTI w Instytucie Lotnictwa - 1960 r.

Samoloty Jak-17 i Jak-17 UTI, po rozpoczęciu produkcji seryjnej już od 1948 trafiły do jednostek bojowych lotnictwa ZSRR. Po raz pierwszy zaprezentowane zostały publicznie na defiladzie w Tuszynie w 1949. W kodzie NATO Jak-17 został oznaczony tak, jak Jak-15 - Feather, Jak-17UTI - Magnet.
Samoloty były używane także w innych krajach, były to w zasadzie samoloty w wersji szkolno-treningowej. Były to jednak znikome ilości i tak np. Polska posiadała 3 samoloty Jak-17 i 11 Jak-17 UTI, Czechosłowacja – 1 samolot Jak-17 oznaczony S-100, od 1950. Inne państwa: Bułgaria, Rumunia, Chiny również posiadały zaledwie po kilka sztuk tych samolotów w wersji UTI. Chińskie samoloty służył także do szkolenia lotników północnokoreańskich podczas wojny koreańskiej. Jaki-17 nie były używane bojowo. Ostatnie samoloty Jak-17 UTI zostały wycofane z użycia na początku lat sześćdziesiątych XX wieku.

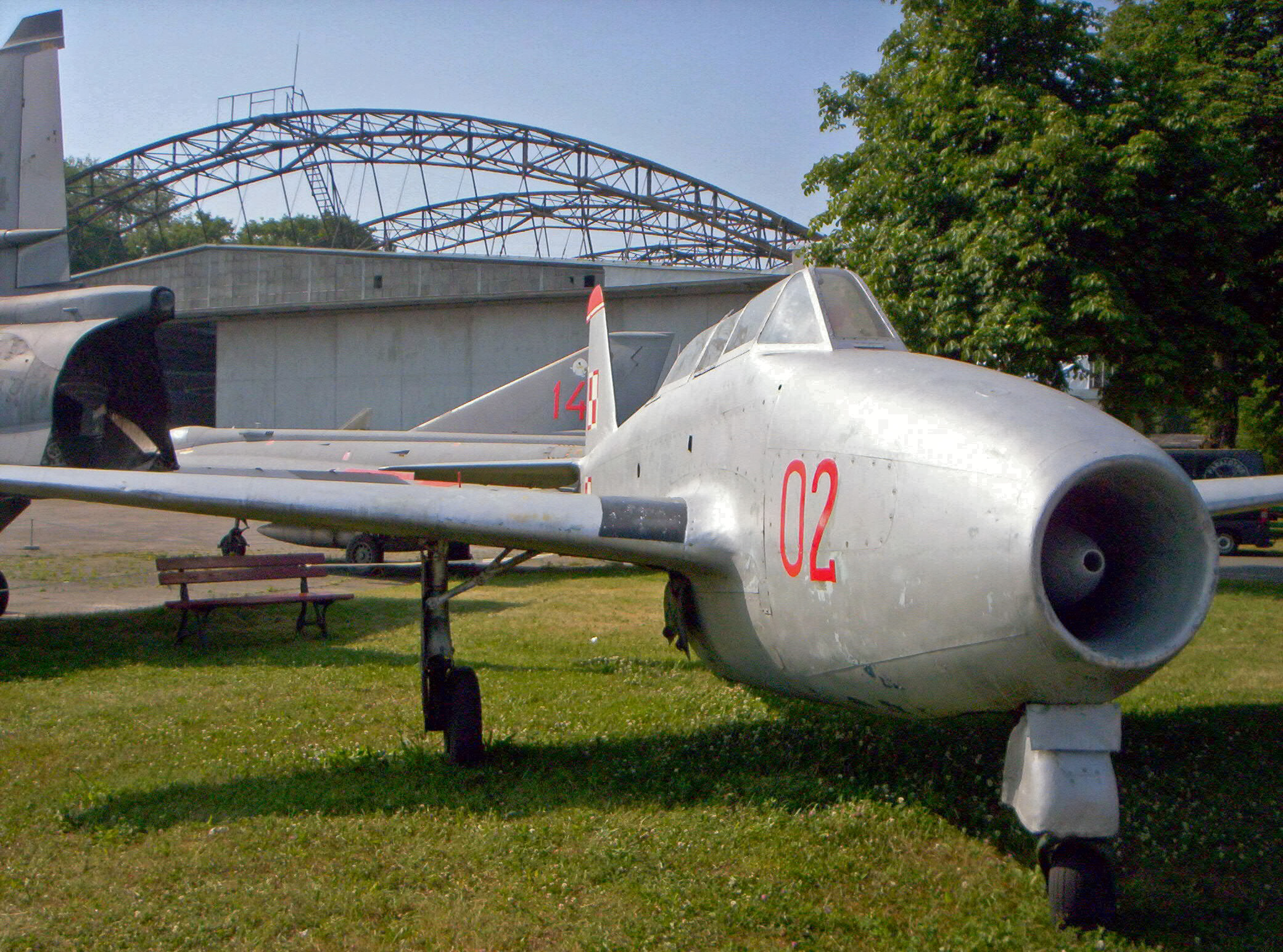
Jak-17UTI w zbiorach Muzeum Lotnictwa Polskiego w Krakowie

Do Polski dostarczono w lipcu 1950 roku trzy samoloty Jak-17 w częściach, z których jeden miał posłużyć jako wzorzec do produkcji. 20 sierpnia 1950 jeden z nich (z numerem 29) był pierwszym samolotem odrzutowym zademonstrowanym publicznie w Polsce, w pokazach z okazji Święta Lotnictwa na Okęciu. Polscy piloci szkolili się najpierw na Jakach-17 w radzieckim 159. pułku myśliwskim stacjonującym w Brzegu w Polsce. Planowano podjęcie produkcji licencyjnej w WSK Mielec pod oznaczeniem G-1, ale już w 1950 roku zrezygnowano z niej z uwagi na nieperspektywiczną konstrukcję, na korzyść Jak-23, a ostatecznie Lim-1. W kwietniu 1951 roku dostarczono trzy dwustery Jak-17UTI, w Polsce oznaczane jako Jak-17W, a ogółem do 1953 roku Polska kupiła ich 11. Ostatnie samoloty Jak-17 UTI zostały w Polsce wycofane z użycia w lotnictwie wojskowym w 1955, po zastąpieniu przez MiG-15UTI i SBLim. Od 1957 ostatni Jak-17 UTI służył do badań w Instytucie Lotnictwa, z cywilną rejestracją SP-GLM. Ostatni lot na nim wykonano 3 lutego 1960 roku, a został skasowany w 1963 roku, po czym został on później eksponatem Muzeum Lotnictwa Polskiego w Krakowie.
Samolot, będąc jednym z pierwszych myśliwców odrzutowych miał wady takie, jak stosunkowo słabe osiągi, mały zasięg i długotrwałość lotu, zawodny napęd, skomplikowana procedura uruchamiania silnika. Z drugiej strony, jego pilotaż był prosty, w tym samolot miał dobre charakterystyki startu i lądowania. Pilotaż samolotu był podobny do tłokowych Jaków (Jak-3, Jak-9), co ułatwiało opanowanie go przez pilotów, a tym samym Jak-17 był bardzo dobrym samolotem treningowym, do zapoznania pilotów z napędem odrzutowym przed przejściem na nowsze samoloty, jak MiG-15.

## Opis konstrukcji

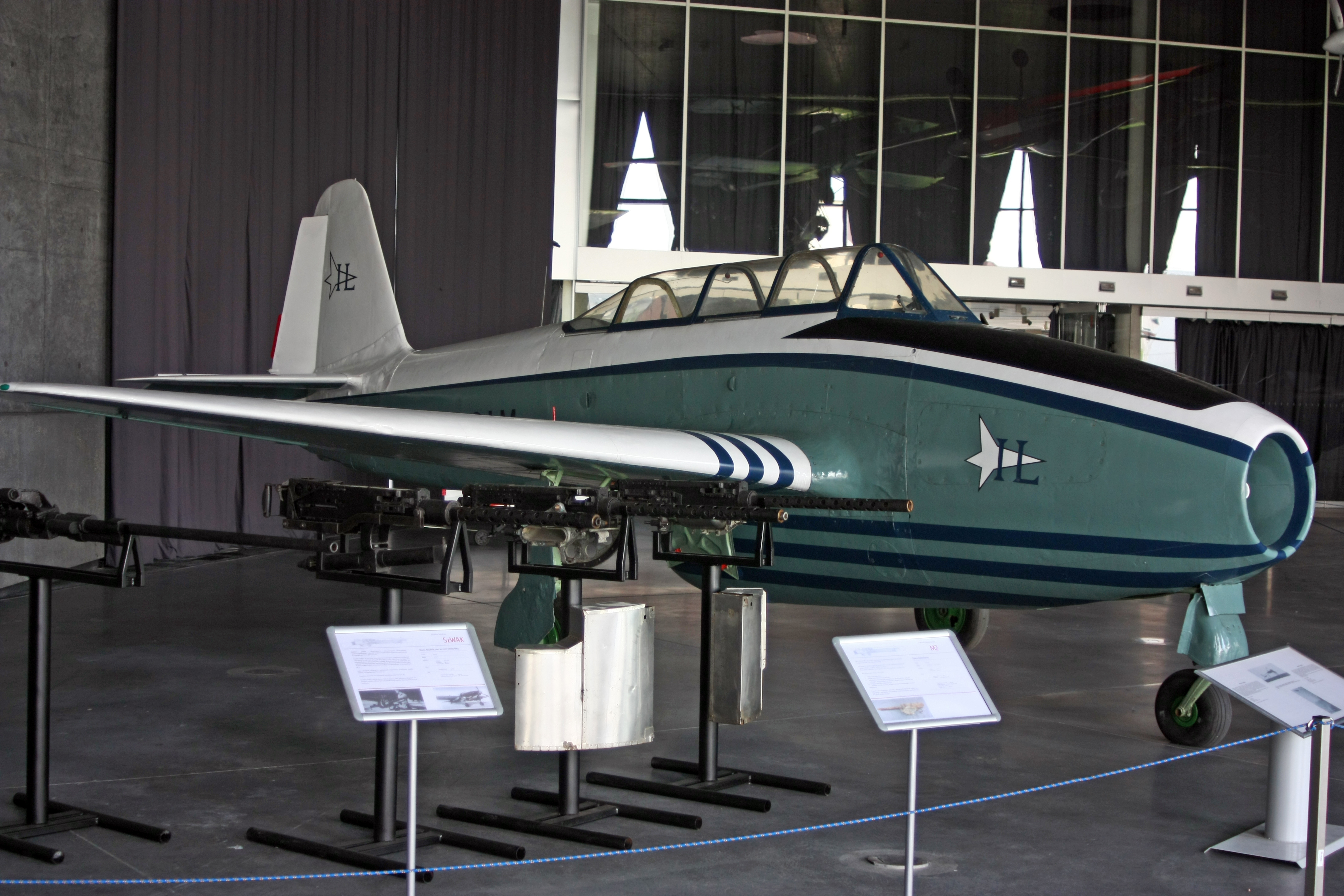
Jak-17W, SP-GLM, ze zbiorów Muzeum Lotnictwa w Krakowie

Samolot Jak-17 był jednosilnikowym średniopłatem o konstrukcji całkowicie metalowej i prostych skrzydłach. Kadłub kratownicowy z rur stalowych, kryty blachą duraluminiową. Płaty dwudźwigarowe o konstrukcji z duraluminium. W wersji Jak-17 na końcu skrzydeł zamontowano zamki do powieszenia dodatkowych zbiorników paliwa. Usterzenie klasyczne o konstrukcji metalowej. Silnik odrzutowy umieszczony był w przedniej części kadłuba, z dyszą pod kadłubem, na wysokości kabiny pilota. Ogonowa część kadłuba pokryta była pod spodem blachą żaroodporną. Kabina pilota zamknięta, oszklona. Osłona składała się z trzyczęściowego stałego wiatrochronu i wypukłej osłony odsuwanej do tyłu. W wersji UTI, kabina dwuosobowa w układzie tandem, zakryta kilkuczęściową długą wspólną osłoną, z częściami na członkami załogi odsuwanymi do tyłu. Podwozie samolotu trójkołowe z przednim kółkiem, chowane w locie; golenie główne chowane w skrzydła. 
Napęd stanowił jeden silnik turboodrzutowy ze sprężarką osiową RD-10A (rozwinięcie niemieckiego silnika Junkers Jumo 004) o ciągu 900 kg (ok. 8,83 kN).
Uzbrojenie: 2 działka 23 mm NS-23 (po 60 nabojów) w dolnej części kadłuba. Jak-17UTI nie był uzbrojony.